# Moorlage (Großefehn)
Moorlage gehört seit der Gemeindegebietsreform vom 1. Juli 1972 zum Ortsteil Aurich-Oldendorf der Gemeinde Großefehn im Landkreis Aurich in Ostfriesland. Die Reihensiedlung liegt etwa zwei Kilometer östlich von Aurich-Oldendorf auf einem Geeststreifen. Der Name des Dorfes bedeutet freie Fläche am Moor. Zu Moorlage gehören noch die Nebenorte, Kolonien und Wohnplätze Tunge, Reit, Bülte, Zwischenmooren, Vosskuhlen und Altmoorlage Bülte.

## Geschichte
Die Besiedelung von Moorlage begann 1798 auf einem Areal, das die Aurich-Oldendorfer Herdbesitzer zuvor als Gemeindeweide nutzten. Die Kolonie wuchs schnell und hatte 1848 276 Einwohner, die sich auf 50 Wohngebäude verteilten. Im 19. Jahrhundert bildete Moorlage eine eigene Schulgemeinde mit mehr als 400 Personen zur Unterhaltung der eigenen Nebenschule. In der Mitte des 19. Jahrhunderts setzte eine große Auswanderungswelle in die USA ein. Viele Bürger des Ortes verkauften in dieser Zeit ihren Besitz und emigrierten nach Übersee. Das führte zu einem spürbaren Rückgang der Bevölkerung. Seit 1852 verfügt das Dorf auch über einen eigenen Friedhof. 1880 gab es einen Versuch, Moorlage aus Aurich-Oldendorf auszugliedern und eine selbstständige Gemeinde zu bilden. Dieser scheiterte jedoch. Bis heute ist das Dorf, in dem 1955 etwa 600 Einwohner lebten, Teil der ehemaligen Mutterkolonie.